# LisAni！
《Lis Ani!》（日语：リスアニ！）是日本的一份动画歌曲专门杂志，名称源自“Listen Anime”的缩写，2010年4月24日创刊，每季度发行一次，也会不定期发行特定主题的特辑。该杂志主要刊登动画歌手、声优及动画歌曲制作者的活动及采访。2016年5月31日，针对女性读者的《LisOeuf♪》（リスウフ♪）杂志从《Lis Ani!》分离出来，单独创刊。
除了杂志本身外，自2010年起，《Lis Ani!》每年还会推出“Lis Ani! LIVE”（2012年除外），邀请众多动画歌手及声优进行表演。另外，杂志还推出了电视节目《LisAni!NAVI》，通过TOKYO MX、每日放送及MUSIC ON! TV等电视台播出。